# Massans visdom
| Massans visdom |
| --- |
| - Betydelse – samlad åsikt hos en grupp människor - Bakgrund – 2004; engelskans Wisdom of the crowd - Myntning – James Surowieckis bok The Wisdom of Crowds - Nämnda exempel – Quora, Wikipedia - Relaterat begrepp – individuell expertis (motsats) |

Massans visdom eller massans vishet (engelska: Wisdom of the crowd) syftar på den samlade åsikten hos en grupp av individer, i motsats till den hos en enskild expert. Begreppet myntades eller populariserades 2004 via den amerikanska journalisten James Surowieckis bok The Wisdom of Crowds (svensk översättning 2007 under titeln Massans vishet).
Surowiecki menade i sin bok att en grupp i de flesta fall faktiskt är mer rationell och klok än gruppens enskilda medlemmar. Detta står i strid med traditionella begrepp som flockbeteende (lämmelbeteende) och masspsykos, vilka pekar på människors tendens att ofta tanklöst följa andras beteende och exempel. Fenomenet används dock som en värdemätare i samband med exempelvis vadslagning, där summan av en mängd personers insatser (de som satsar pengar på ett av flera alternativ i en process med oviss utgång) leder till en viss förväntad sannolikhet. Detta påminner om grundkonceptet inom marknadsekonomin, där exempelvis ett börsvärde baseras på en förväntad sannolikhet enligt lagen om utbud och efterfrågan.
Begreppet massans visdom användes flitigt under 00-talet, och tanken att ett kollektivt omdöme kunde ge hög träffsäkerhet spreds av Surowiecki och andra skribenter. Träffsäkerheten hos massans flockbeteende har senare både bekräftats (som självuppfyllande profetia) och tillbakavisats (genom att flockmentalitet ofta inte baseras på djup kännedom om sakförhållanden).
Tesen om massans visdom har bland annat kopplats samman med utvecklingen av Internet, där nätverkets växande interaktivitet och olika Internet-baserade samarbetsformer 2004 ledde till lanserandet av begreppet Webb 2.0. Ett vanligt förekommande argument för tesens trovärdighet var då framväxten av wiki-baserade samarbeten – inte minst den snabbt växande Wikipedia (som under decenniets gång i praktiken konkurrerade ut det traditionella uppslagsverket). Wikipedias vidare utveckling, fortsatta popularitet och ökande informationsinnehåll sägs ha ytterligare bekräftat tesen om massans visdom. Även kollektiva kunskapsdatabaser som Quora och Yahoo! Answers har använts som argument för att tesen stämmer.